# ولسوالی بغران
بغران یکی از ولسوالی‌های ولایت هلمند در جنوب افغانستان است. جمعیت آن در سال ۲۰۰۶ میلادی، ۱۲۹٬۹۴۷ نفر اعلام شده‌است.  باشندگان این ولسوالی پشتون ها  هستند. زبان گفتاری و محاوره‌ای این ولسوالی پشتو است. 